# Kosovokriget
Kosovokriget eller Kriget i Kosovo var det krig som 1998–1999 utkämpades i Kosovo och övriga delar av dåvarande Jugoslavien som en del av de jugoslaviska krigen.

## Bakgrund
Konflikten hade pågått sedan början av 1990-talet då Slobodan Milošević, den dåvarande jugoslaviske presidenten, begränsat Kosovos autonomi, vilket provinsen haft sedan 1974. Milošević bedrev en slags åtstramningspolitik som delvis grundades i att det allt sedan Josip Broz Tito försvann skett en ökad decentralisering i Jugoslavien. Presidentens politik präglades också av en stark serbisk nationalism. Kosovoalbanerna protesterade och utropade den självständiga Republiken Kosovo, vilket dock bara erkändes av grannlandet Albanien och vägrade samarbeta med myndigheterna. Till följd av diskriminering och utanförskap hade kosovarerna utarbetat parallella samhällssystem för att kunna leva ett drägligare liv. Skolor, vårdcentraler och andra samhällsnyttiga instanser bedrevs utan jugoslavisk kontroll. Milošević svarade med avskedandet av alla kosovoalbaner på maktpositioner både nationellt och regionalt. Förföljelse och andra trakasserier förekom också, vilket ledde till våldsamheter mellan serbiska militärer och etniskt albanska invånare i Kosovo i mitten av 1990-talet.

## Kris utbryter (1996–1999)
År 1996 började den albanska gerillan UÇK attackera serbiska mål, vilket i sin tur ledde till hämnd från den serbiska polisen och senare, när konflikten ökade, började den jugoslaviska militären under ledning av den serbiske presidenten Slobodan Milošević inleda en attack mot gerillan. Krisen stegrade 1998 då striderna intensifierades när den serbiska militären och polisen attackerade Adem Jashari och hans släktgård den 28 februari 1998. Den 6 mars 1998 var attacken över och 56 personer hade då dödats av de serbiska styrkorna. Under våren 1998 mördades omkring 200 albaner av den serbiska säkerhetspolisen och militära styrkor.
FN:s säkerhetsråd fördömde den 31 mars 1998 de serbiska styrkornas "överdrivna våld mot civila och fridfulla demonstrationer" och införde sanktioner mot Jugoslavien. USA:s president Bill Clintons initiala mål var en fredlig lösning på konflikten med full autonomi för Kosovo. Clintons administration varnade dock att USA var redo att använda militära medel för att förhindra serbiska attacker och utrensningar i Kosovo. Vid slutet av 1998 hade över 300 000 albaner fördrivits från sina hem av serbiska styrkor. Förhandlingar inleddes men situationen förvärrades avsevärt följande Reçakmassakern i januari 1999 där 45 albaner dödades.
Parterna samlades i Rambouillet i Frankrike i februari 1999 för att förhandla, detta misslyckades dock. En sista fredskonferens hölls i Paris i mars 1999 men även denna bröt samman då den jugoslaviska delegationen inte gick med på ultimatumet att dra sig tillbaka. Enligt Noam Chomsky var en del av Natos slutliga ultimatum till Jugoslavien ett krav på att de internationella styrkorna skulle inleda en de facto-ockupation av hela landet (inte bara provinsen Kosovo).

## Nato ingriper (1999)
Den 24 mars inledde Nato med stöd från samtliga Natoländer bombningar av Jugoslavien på grunderna att förhindra etniska rensningar. Bombkampanjen markerade den första gången som den USA-ledda försvarsalliansen använde militärt våld utan godkännande av FN:s säkerhetsråd och anses fortfarande som olaglig av stora delar av världen. Nato satte upp fem mål med operationen.
- Omedelbart stopp på allt våld och förtryck i Kosovo
- Tillbakadragandet av alla serbiska styrkor från Kosovo
- Tillsättande av en internationell militär styrka i Kosovo
- Alla flyktingar skulle få återvända till sina hem
- Serbiskt samarbete på Rambouilletförhandlingarnas grunder

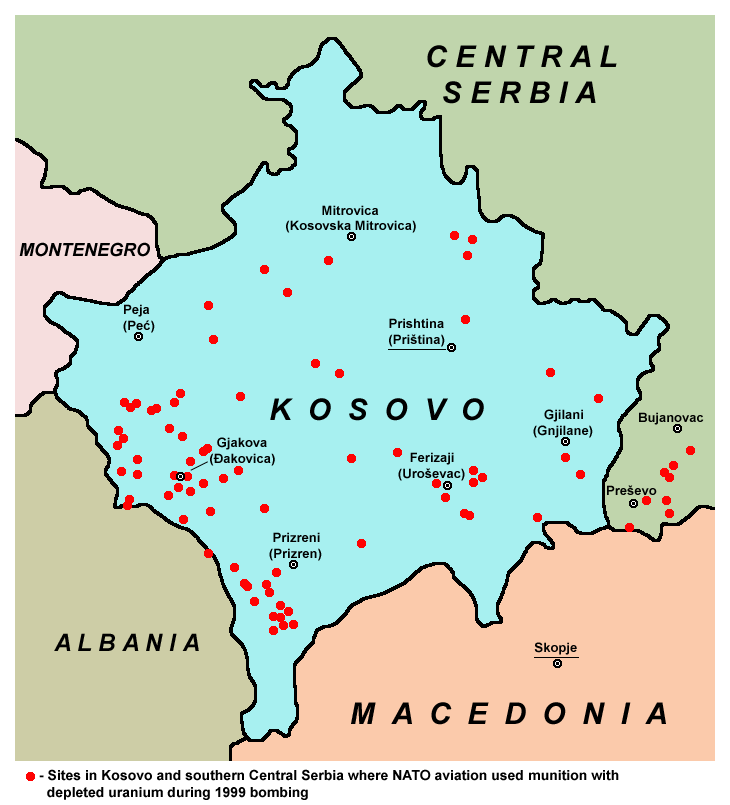
Platser där NATO använde sig av utarmat uran.

Bombningarna riktades både mot militära mål och mot den civila infrastrukturen, städer som huvudstaden Belgrad och Novi Sad var särskilt utsatta. Det serbiska kraftnätet slogs ut vilket bland annat fick som följd att vattentillförseln för den serbiska befolkningen ströps när vattenpumparna inte längre fick ström. Enligt befälhavaren för Natos luftkrig, generallöjtnant Michael C. Short, gick strategin gentemot den serbiska befolkningen ut på följande:
| ”                   | Om du vaknar upp på morgonen och du inte har ström i huset och ingen gas till spisen och bron du tar till arbetet är borta och kommer att ligga i Donau de kommande 20 åren, då tror jag att man börjar fråga sig, 'Hördu Slobo, vad handlar allt det här om? Hur mycket mer av det här måste vi stå ut med?' Och vid någon punkt gör du övergången från att applådera serbisk tuffhet gentemot omvärlden till att börja tänka på hur ditt land kommer att se ut om detta fortgår. | „ |
| – Michael C. Short, | |   |

Ett exempel på direkt civila mål som bombades var det serbiska socialistpartiets högkvarter i Belgrad (beläget i ett bostadsområde) där Nato beräknade att bombanfallet skulle döda eller skada 250 civila, förutom 50-100 skadade eller dödade icke-militära partimedlemmar/regeringsanställda. Ett annat civilt mål som bombades avsiktligt var den serbiska statstelevisionens byggnad där 16 människor dödades och 16 skadades. Ett kontroversiellt bombanfall träffade den kinesiska ambassaden (tre personer ur ambassadpersonalen dödades) vilket Nato hävdar var ett misstag. Enligt en undersökning utförd av The Observer och danska Politiken bombades den avsiktligt på grund av att ambassaden använts som återsändningsstation för den jugoslaviska arméns radio. Även albanska mål träffades av misstag, bland annat dödades 50 personer då en bomb slog ner i ett flyktingläger. Nato utförde uppemot 38000 flyguppdrag under hela kriget. 35% av ammunitionen som användes under hela bombkriget var precisionstyrd ammunition. 2472 multipelbomber släpptes ner över Jugoslavien vilka lämnade efter sig tusentals oexploderade småbomber som ännu 2009 utgör en fara för civilbefolkningen. Enligt Human Rights Watch dödades omkring 500 civila serber i bombningarna av Serbien. Den jugoslaviska armén anklagades tidigt för att utföra massmord och systematisk etnisk rensning. Enligt Natos överbefälhavare Wesley Clark var det "helt förutsägbart" att serberna skulle eskalera sitt våld mot albanerna efter att Nato inledde bombningarna. Siffror på upp till 400 000 dödade cirkulerade.[källa behövs] Omkring 800 000 Kosovoalbaner drevs på flykt och omkring 10.000 civila albaner dog under den serbiska offensiven. Den serbiska militären förstörde totalt 649 moskéer, varav vissa var femhundra år gamla, och vanhelgade och delvis förstörde 234 andra moskéer. Även minst 100 serbiska kyrkor kom att förstöras i Kosovo efter att Nato-trupperna anlänt, många vilka var flera hundra år gamla. 
Milošević gick den 10 juni med på Natos fem uppsatta krav och drog tillbaka de serbiska styrkorna från Kosovo.

## Efterspel
Efter att ha avsatts en tid efter kriget ställdes Jugoslaviens president Slobodan Milošević i oktober 2001 inför rätta vid internationella krigsförbrytartribunalen för det forna Jugoslavien (ICTY) i Haag anklagad för krigsförbrytelser i Bosnien, Kroatien och Kosovo, men dog innan rättegången hann avslutas. Stora delar av den serbiska politiska och militära ledningen åtalades av ICTY för krigsförbrytelser i Kosovo, bland andra Serbiens president Milan Milutinović, inrikesministern Vlajko Stojiljković, premiärministern Nikola Šainović och försvarsministern Dragoljub Ojdanić. Åtalspunkterna var bland annat brott mot mänskligheten, mord och förföljelser.
Många kosovoalbaner var tvungna att fly på grund av etnisk resning som pågick systematisk av den serbiska regimen. 800 000 kosovoalbaner flydde från Kosovo och mellan 7 000 och 9  000 blev mördade. 
Även kosovalbaner har åtalats för krigsförbrytelser. Haradin Bala, Isak Musliu och Agim Murtezi åtalades av ICTY i januari 2003 för att ha begått brott i UÇK-fånglägret Lapushnik under 1998 mot kosovoserbiska, serbiska och romska fångar.
Många människor tvingades på flykt under kriget då etnisk rensning systematiskt användes. Av dessa kom många att fly till Sverige, både serber och albaner men även en mindre grupp romer. Än idag så lever 248 000 serber, romer och andra minoriteter ifrån Kosovo som internflyktingar i Serbien, det motsvarar 3,2 procent av hela Kosovoregionens population.  Av de serber och romer som återvänt till sina hem i områden där de utgör en minoritet har flera drabbats av etnisk diskriminering. Svenska Migrationsverket har rapporterat om att det förekommit mord och fysiska överfall såväl som stöld. 
Många kosovoserber, kosovoromer och kosovoalbaner har på grund av kriget och dess efterspel flytt till Sverige. Se även "serber i Sverige".
Kosovo har upprättat en specialdomstol som ska handha frågor rörande brott som begicks i Kosovo under kriget 1998–1999.